# قنطيون إفريقي شبه مجدول
قنطيون أفريقي شبه مجدول (الاسم العلمي:Afrocanthium pseudoverticillatum) هو نوع من النباتات يتبع جنس القنطيون الأفريقي من الفصيلة الفوية.